# 沃爾瑟姆斯托
沃爾瑟姆斯托（英語：Walthamstow）是位於英國倫敦東部的一個地區。沃爾瑟姆斯托位於查令十字東北7.5英里（12.1）處。在歷史上沃爾瑟姆斯托曾是薩塞克斯郡的一部分。沃爾瑟姆斯托是倫敦計劃中規定的倫敦的35個城市中心之一。